# Дружелюбівка (Новоукраїнський район)
Дружелю́бівка — село в Україні, у Добровеличківській селищній громаді Новоукраїнського району Кіровоградської області. Населення становить 519 осіб. Колишній центр Дружелюбівської сільської ради.
Розташоване за 7 км на північ від центру громади Добровеличківки та за 33 км від залізничної станції Помічна. На околиці села бере початок Балка Круто Степова, права притока річки Сухого Ташлика, який в свою чергу є лівою притокою Синюхи.

## Історія
Поселення на території сучасного села засноване у 20-х роках XVIII століття переселенцями з Сумського повіту Харківської губернії та з села Вербовець  Черкаської області) і складалося з хуторів Семенівки, Крамарового, Клепацького, Супрунова. Колишні землі належали поміщикам: Клепацькому, Дребушову, Завадському, Крамарову, Дружелюбу.
Хутір Крамарове має унікальну особливість, яка полягає в тім, що не тільки кожна родина, але і кожен житель села має відмінне прізвисько, пов'язане з тим чи іншим фактом чи тією або іншою подією або походженням. Так, хлопця, мати якого була циганкою, але втекла з табору і вийшла заміж за місцевого, називали «Іван Циган»; іншого хлопця, який народився під час німецької окупації у 1941 році, назвали «Вєня Фріц», а його сестру, яка народилась у травні 1945 року, назвали «Валя Побєда», тощо.
Кріпаків у місцевих маєтках використовували переважно як дворову челядь. А для обробітку землі поміщики вдавалися до найманої робочої сили. Влітку багато польових робіт виконували поденники.
Після реформи 1861 року колишні поміщицькі селяни одержали 654 десятин землі або дві десятини на ревізьку думу.
В особистому користуванні одного з поміщиків Клепацького було 454 десятини землі, у селян 45 десятин.
Малоземелля, поміщицька та куркульська експлуатація, безправ'я спричиняли невдоволення селян. По перепису 1859 року торгових точок було — 1, промислових точок — 1, житлових будинків — 2, селянських хат — 54.
Під час організованого радянською владою Голодомору 1932—1933 років померло щонайменше 232 жителі села.

## Населення
Згідно з переписом УРСР 1989 року чисельність наявного населення села становила 593 особи, з яких 261 чоловік та 332 жінки.
За переписом населення України 2001 року в селі мешкало 519 осіб.

### Мова
Розподіл населення за рідною мовою за даними перепису 2001 року:
| Мова       | Відсоток |
| ---------- | -------- |
| українська | 92,10 %  |
| російська  | 4,62 %   |
| молдовська | 3,28 %   |

## Освіта
На території села знаходиться школа Філія- Дружелюбівський НВК КЗ Добровеличківське НВО. Також на вул. Центральній знаходяться 2 пам'ятника. Один встановлений в пам'ять загиблим воїнам, а інший в пам'ять жертв Голодомору.

## Особистості
Вчителем історії у місцевій сільській школі певний час був Федір (Хведір) Миколайович Ястреба, один з найближчих співробітників Миколи Скрипника (у 1927–1933 рр. — наркома освіти УСРР).
У с. Дружелюбівка народились та виросли велика кількість українських державних, наукових, культурних та військових діячів УРСР та незалежної України, зокрема Круценко Василь Якович — український політик, народний депутат України, Патрак Олександр Михайлович — радянський та російський військовий українського походження.